# Stazione di Masuo (Chiba)
La stazione di Masuo (増尾駅?, Masuo-eki) è una fermata ferroviaria della città giapponese di Kashiwa della prefettura di Chiba ed è servita dalla linea Tōbu Noda (Tōbu Urban Park Line) delle Ferrovie Tōbu.

## Linee
Ferrovie Tōbu
 Linea Tōbu Noda

## Struttura
La stazione è realizzata in superdicie, con due marciapiedi laterali e due binari passanti. Il fabbricato viaggiatori è realizzato su ponte sopra i binari, e sono disponibili scale fisse, mobili e ascensori.
| 1 | ● Linea Tōbu Noda | per Kashiwa, Kasukabe, Iwatsuki e Ōmiya |
| 2 | ● Linea Tōbu Noda | per Mutsumi, Shin-Kamagaya e Funabashi  |

## Stazioni adiacenti
| «            | Servizio   | »          |
| Linea Noda   | Linea Noda | Linea Noda |
| ------------ | ---------- | ---------- |
| Shin-Kashiwa | Locale     | Sakasai    |